# 더 레지던트 (드라마)
《더 레지던트》(영어: The Resident)는 2018년부터 2023년까지 방영된 미국의 의학 드라마이다.